# جينو فريس
جينو فريس (10 أبريل 1987 في جنوب أفريقيا - ) (بالإنجليزية: Gino Vries)‏ هو لاعب كريكت جنوب أفريقي.

## وصلات خارجية
- جينو فريس على موقع إي آس بي آن كريك إنفو (الإنجليزية)